# Saint-Vallier (Vosgi)
Saint-Vallier è un comune francese di 102 abitanti situato nel dipartimento dei Vosgi nella regione del Grand Est.

## Società

### Evoluzione demografica
Abitanti censiti